# Крумово (Варненська область)
Кру́мово (болг. Крумово) — село у Варненській області Болгарії. Входить до складу общини Аксаково.

## Населення
За даними перепису населення 2011 року у селі проживали 175 осіб.
Національний склад населення села:
| Національність   | Кількість осіб | Відсоток |
| ---------------- | -------------- | -------- |
| болгари          | 153            | 89,0%    |
| турки            | 15             | 8,7%     |
| цигани           | 0              | 0%       |
| інша             | 4              | 2,3%     |
| не визначились   | 0              | 0%       |
| Всього відповіли | 172            |          |

Розподіл населення за віком у 2011 році:
Динаміка населення: